# Delga

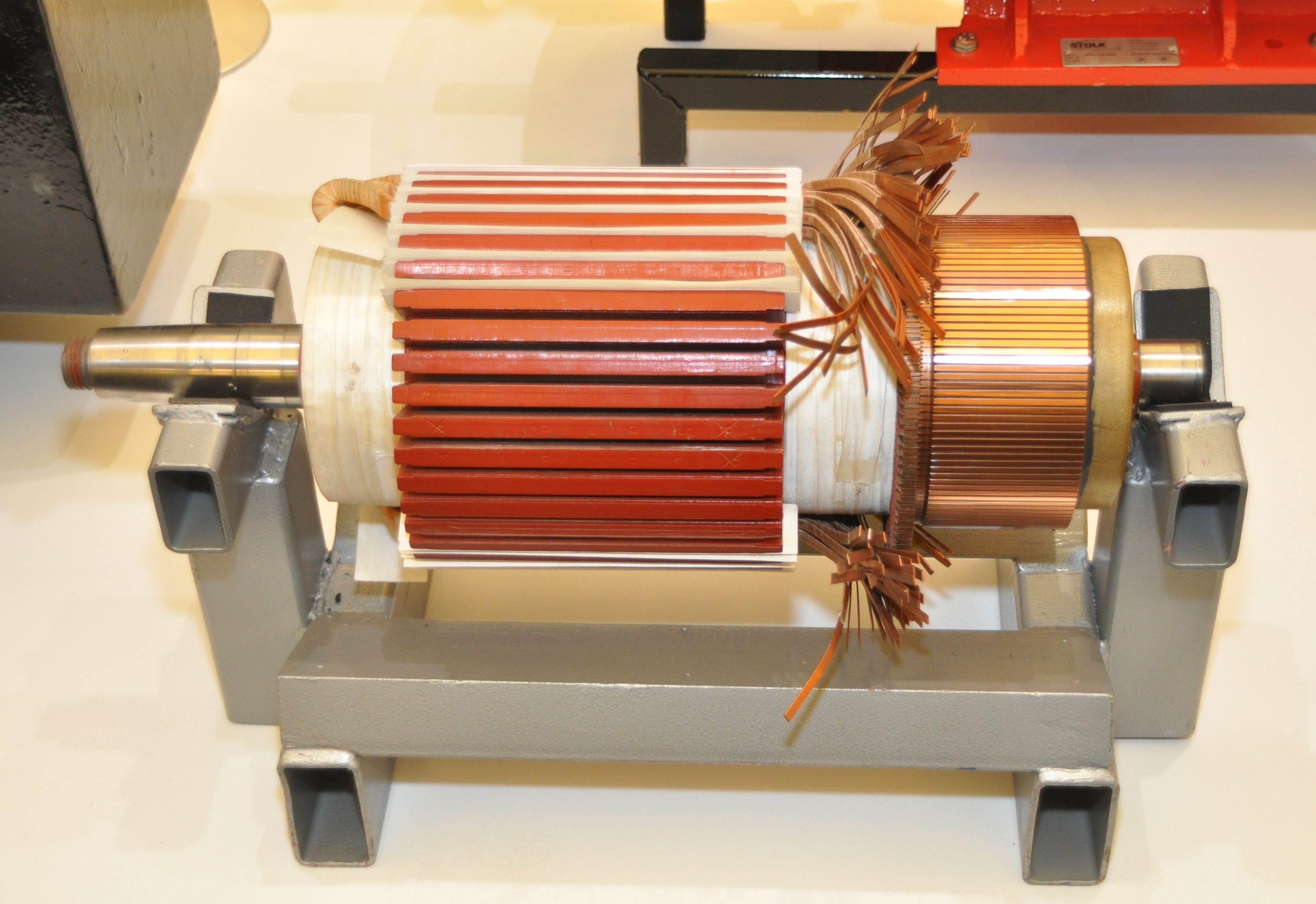
Rotor de un motor eléctrico, con el bloque de delgas a la derecha (el cilindro pequeño).

Una delga es cada una de las láminas, generalmente de cobre, aisladas unas de otras y conectadas a su vez a los terminales de cada una de las bobinas giratorias del rotor de una máquina eléctrica de corriente continua, tanto motores como generadores.
Se utilizan para establecer una conexión eléctrica entre la parte fija o estator y las bobinas de la parte móvil o rotor, lo que se realiza mediante un elemento llamado colector. El colector consta de un anillo, concéntrico al eje de giro y aislado eléctricamente del mismo, formado por una serie de láminas, generalmente de cobre, aisladas unas de otras y conectadas a su vez a los terminales de cada una de las bobinas giratorias. Cada una de esas láminas es una delga.
Para establecer la conexión se disponen unos bloques de carbón llamados escobillas, que mediante un resorte hacen presión sobre las delgas correspondientes y conducen la electricidad hacia las bobinas.